# Enia Ninčević
Enia Ninčević (Split, 9 de julio de 1990) es una deportista croata que compite en vela en la clase 49er FX. Ganó una medalla de plata en el Campeonato Europeo de 49er de 2021.

## Palmarés internacional
| \| Campeonato Europeo \| Campeonato Europeo \| Campeonato Europeo \| Campeonato Europeo \| \| Año \| Lugar \| Medalla \| Clase \| \| ------------------ \| ------------------ \| ------------------ \| ------------------ \| \| 2021 \| Salónica (Grecia) \| Medalla de plata \| 49er FX \| |                   |                  |         |
| Campeonato Europeo |                   |                  |         |
| Año | Lugar             | Medalla          | Clase   |
| 2021 | Salónica (Grecia) | Medalla de plata | 49er FX |